# 뼈속막
뼈속막 또는 골내막은 긴뼈의 골수강을 형성하는 뼈조직의 내부 표면을 덮는 결합 조직의 얇은 혈관 막이다.